# Махтулаев Мама (Сали-Сулейман)
Мама́ Махтула́ев (кум. Мама Къочап) («Сали-Сулейман»)  (1879, с. Телетль, Дагестанская область, Российская империя — 1972, Баку, Азербайджанская ССР, СССР) — известный дагестанский силач и борец. Двукратный чемпион мира по профессиональной борьбе 1906 и 1907 годов.

## Биография

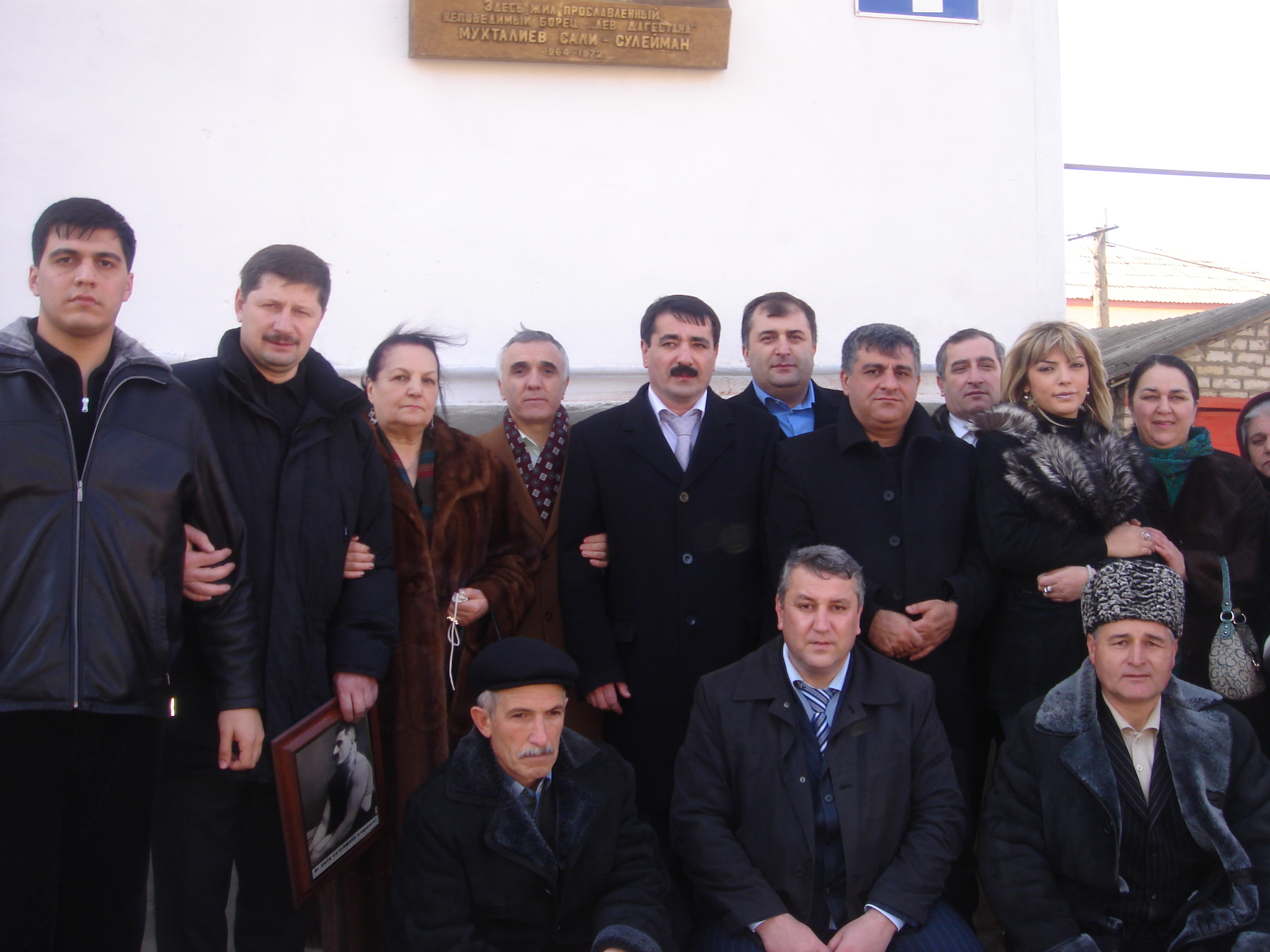
Родные легендарного Дагестанского богатыря-чемпиона мира Сали Сулеймана (Дагестан, г.Буйнакск, 2007 год)

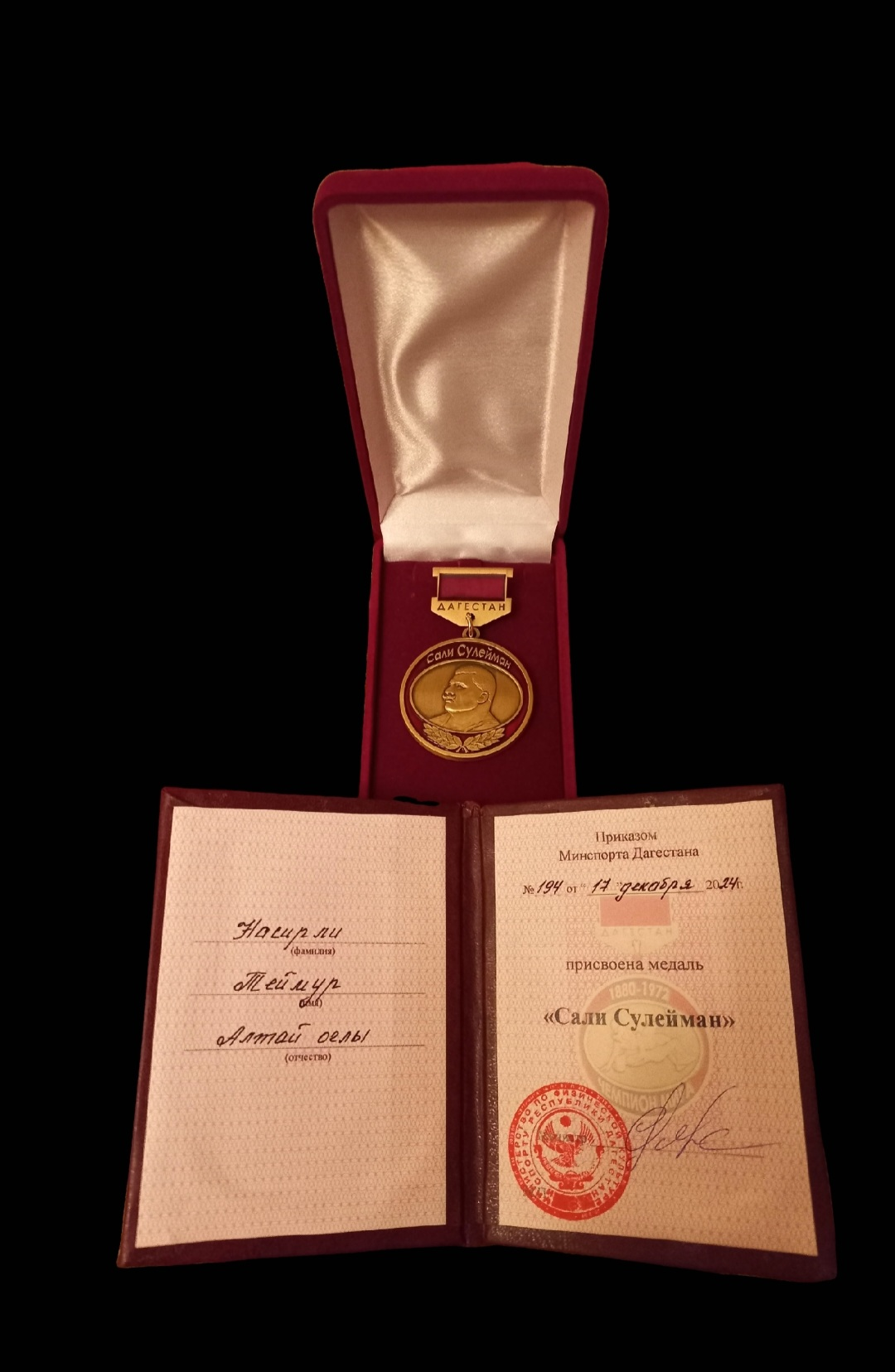
Медаль правнуку за большой вклад в увековечение памяти прославленного прадеда Сали Сулеймана (Непобедимого).

Легендарный богатырь Сали-Сулейман — Мама Къочап (Къочап в переводе с кумыкского — богатырь) Махтулаев родился в селении Телетль, ныне Шамильского района, в бедной горской семье аварца Махтулы из Телетля и кумычки Анады из Нижнего Казанища ещё в младенчестве он переехал к кумыкским родственникам в Нижнее Казанище, в родное село его матери. С детских лет он изумлял всех недюжей силой и отвагой. Сали-Сулемана называли «Кавказским Гераклом», «непобедимым Львом Дагестана», «Кумиром Востока», «Чемпионом Чемпионов», он становился двукратным чемпионом мира по профессиональной борьбе, не имел ни одного поражения в свей карьере, лишь одна ничья с самим Иваном Поддубным. Но это будет позже, ранняя гибель отца заставила Магомед-Маму уже в 12-летнем возрасте искать работу, работая разнорабочим, в мясной лавке, грузчиком, он никогда не жаловался и с лёгкостью переносил груз весом в 100 килограмм, вот, что пишет народный учитель СССР Булач Гаджиев, в своей книге «Буйнакск в истории и легендах».
В 1897 году в Темирхан-шуру (Буйнакск) приехал Петербургский цирк, и когда в конце выступления Махтулаев уложил на лопатки приезжего борца Иван Поддубный заметил молодого горца и пригласил в труппу, оценив его способность, физическую силу и мощь. Так началась цирковая карьера легендарного Мамы Махтулаева, ему восторженно рукоплескали во многих городах России и мира. Когда он в Константинополе победил известного на Востоке, любимца турецкого султана, непобедимого борца Максуда, то грозный Абдул-Хамид II нарек атлета «Сали Сулейманом» в честь выдающегося полководца султана Османской империи Сулеймана Непобедимого (Великолепного) в знак уважения к победителю.
«Лев Дагестана» выигрывал у таких прославленных асов ковра, как польский чемпион мира Станислав Збышко-Цыганевич, любимец шахиншаха иранец Билал, болгарин Никола Петров, француз Рауль ле Буше, индус Саид Кахути, итальянец Райцевич, турки Кочи Ахмед, Максуд и Халил Адали, американец Том Кэннон, осетинский борец Бола Кануков (Казбек-гора), русские борцы Матюшин, Николай Вахтуров, Иван Шемякин и Иван Заикин, испанец Альберто Гонсалес и многие другие. Лишь с прославленным русским богатырем Иваном Поддубным схватка прошла вничью. Победив всех своих соперников, Сали-Сулейман дважды становился абсолютным чемпионом по профессиональной борьбе в 1906 году во Флоренции и в 1907 году в Париже.
Однажды, пока Махтулаев разминался перед выступлением, на него набросился тигр. Магомед-Мама убил зверя голыми руками, задушив его. Впоследствии выяснилось, что клетку с хищником из мести открыл испанец Альберто Гонсалес, которого накануне победил Сали-Сулейман. Махтулаеву изрядно досталось, израненный борец был доставлен в больницу, где пролежал три месяца. В больнице его не раз навещал Иван Поддубный, а однажды он явился с оперным певцом Федором Шаляпиным и писателем Максимом Горьким, желающих самолично выразить борцу слова поддержки и восхищения. Сали-Сулеймана и Ивана Поддубного связывала крепкая мужская дружба. Несмотря на ранения, полученные Сали-Сулейманом во время схватки с бенгальским тигром, ему удалось не только выжить, но и вернуться на арену. «Кавказский Геракл» стал известен далеко за пределами родины: он выступал перед японской, китайской, шведской, индийской и американской публикой. Магомед-Мама Махтулаев всегда удивлял всех своими способностями. Он гнул рельсы, рвал цепи, на его груди разбивали кувалдами огромные камни. Из рассказа Фаика Закиева: «… Сали Сулейману было уже 70, а он ещё боролся! Сам, собственными глазами видел его на арене старого бакинского цирка, где сейчас дом связи на улице Узеира Гаджибекова, неподалеку от площади Азадлыг, в 1949 году. По-юношески вприпрыжку, так, словно нет за плечами груза десятилетий, выходил он на ковер против знаменитых в ту пору цирковых атлетов Плясули, Доменного, Рашида Абдурахманова, Франка Гуда… и побеждал, представьте себе, с той же лихостью, что и в молодые годы свои. И прежде чем сделать последний бросок, он оглашал цирк громким гортанным „Аллах!“. Аллах и помогал ему побеждать…».
Покинув арену в 70 летнем возрасте, Мама (кочап) Махтулаев навсегда остался в истории спорта. Сали-Сулейман воспитал блестящую плеяду борцов-чемпионов: А. Карапетяна, А. Теряна, М. Бабаева, И. Дадашева, Р. Мамедбекова, и множество других. Два его сына — Камал (старший) и Ибрагим (младший) — также являлись мастерами спорта СССР по вольной борьбе
Умер легендарный борец на 92-м году жизни в 1972 году в городе Баку.

## Награды и звания
- Народный артист Дагестана
- Заслуженный артист Азербайджанской ССР[8].
- Медаль «За доблестный труд в Великой Отечественной войне 1941—1945 гг.»

## Память
- Махачкалинское городское собрание депутатов приняло решение увековечить имя легендарного борца Дагестана Сали-Сулеймана (Махтулаева Мама). Отныне улица Махачкалы 2-я Талгинская будет носить имя прославленного борца и народного артиста Дагестанской АССР.[9]
- В селении Нижнее Казанище состоялось открытие нового спорткомплекс имени известного борца Сали-Сулеймана.[10]